# Richard Palmer-James
Richard Jeffrey Charles Palmer-James (Bournemouth, Dorset, Inglaterra, 11 de junio de 1947), más conocido como Richard Palmer-James, es un músico y compositor británico. A comienzos de la década de 1970 formó parte de Supertramp y después colaboró con King Crimson.

## Biografía
Palmer-James inició su carrera en el mundo de la música tocando en bandas locales de Bournemouth como The Corvettes, The Palmer-James Group (formado con Alec James), Tetrad y Ginger Man, todas las cuales incluyeron a John Wetton en el bajo. Fue también miembro fundador de Supertramp (bajo el nombre de Richard Palmer), donde tocó la guitarra, cantó y compuso las canciones de su álbum debut homónimo. Coescribió también la canción «Goldrush», utilizada como canción de apertura de los conciertos del grupo hasta el lanzamiento de Crime of the Century y publicada en el álbum Slow Motion (2002).
Tras salir de Supertramp, Palmer se trasladó a Múnich, donde vive desde entonces. Desde allí escribió las letras de tres discos de King Crimson: Lark's Tongues in Aspic, Starless and Bible Black y Red. No participó en ninguna grabación del grupo, pero trabajó con John Wetton y David Cross después de que Robert Fripp disolviera el grupo en 1974.
En 1978 recibió la visita de Wetton y de W.J. Hutcheson, compañeros de grupo de Tetrad, y grabaron un álbum con el batería Curt Cress en diez días, titulado I Wish You Would.
En 1997, Palmer-James publicó con Wetton Monkey Business, una recopilación de material inédito con canciones grabadas por primera vez en el estudio, como un tema de King Crimson titulado «Doctor Diamond».